# Château de Cly
Le château de Cly est un manoir médiéval situé en Vallée d'Aoste, dans la localité du même nom, sur la commune de Saint-Denis. Il fait partie des châteaux « primitifs », à plan carré entourés d'une enceinte. 
Sa fonction principale était la défense, en raison de sa position : il se dresse sur un éperon de 780 mètres de haut, permettant de dominer la vallée de la Doire Baltée de Saint-Vincent jusqu'à Aoste, ainsi que le bourg de Chambave.

## Histoire
Le château fut mentionné pour la première fois en 1207, en latin, comme la Cappella Sancti Mauricij de castro Cliuo, parmi les propriétés du couvent Saint-Gilles de Verrès. Des analyses dendrologiques ont permis de faire des hypothèses sur l'époque de construction. Il remonterait à 1027.
Il appartint à la branche des Cly, de la maison de Challant, dont la souche fut sans doute Boson IV, fils de Boson III de Challant vicomte d'Aoste, qui reçut le fief de Cly des ducs de Savoie vers la fin du XIIIe siècle. Ce fief était assez vaste et comprenait notamment une partie des communes actuelles de Chambave, de Saint-Denis, de Verrayes et de Torgnon, le hameau Diémoz et le Valtournenche. Le manoir fut agrandi et renforcé par Boson IV, jusqu'aux dimensions d'aujourd'hui.
À la mort de Boson, Cly passa à son fils Boniface Ier († 1337), auquel succéda en 1337 son fils Pierre II († 1385), un homme très coléreux et tyrannique, qui opprimait ses sujets et s'opposait au comte Amédée VI de Savoie. Ce dernier prononça la commise du fief le 23 juillet 1376. Cly devint donc une propriété directe des ducs de Savoie, qui l'avaient longtemps désiré en vertu de sa position stratégique. Les Cly continuent leur descendance en Savoie et Bourgogne, recevant Châtel-St-Denis en compensation .
Des archives de cette époque ont été retrouvées, concernant les dépenses et des inventaires du château. Un poste important de ces budgets était représenté par la demande d'eau, satisfaite par une conduite reliant directement le château à une source en amont.
Les ducs de Savoie administrèrent Cly pendant deux siècles environ. Ensuite, il fut confié à plusieurs familles nobiliaires valdôtaines, jusqu'à quand il passa, en 1634, aux Roncas de Châtel-Argent (Villeneuve). Ceux-ci l'abandonnèrent à la fin du XVIIe siècle en faveur d'une résidence plus confortable à Chambave.
À cette époque commença une période de déclin pour le château, jusqu'aux conditions actuelles de ruine. L'intervention de Tancrède Tibaldi, syndic Saint-Denis au début du XXe siècle, interrompit le processus de dégradation.
Cly appartient encore aujourd'hui à la commune de Saint-Denis et en été est ouvert au public.

## Le château
Le style du château de Cly ressemble à celui que l'on peut admirer dans la plupart des manoirs valdôtains, avec un donjon central entouré par une enceinte. En particulier, l'enceinte de Cly était surmontée par un créneau, et comprenait une superficie d'environ 2 800 m2. La partie occidentale n'a jamais été édifiée, elle présente une esplanade où la population locale pouvait trouver refuge en cas de siège. Les bâtiments étaient concentrés sur le côté méridional, et ils ont été construits entre le XIe et le XIVe siècle. Ils comprennent le donjon, la chapelle, les cuisines, l'étable, le corps de garde et l'habitation du châtelain. Sur le côté nord-occidental se trouvait une citerne souterraine pour l'eau, surmontée par une tour, aujourd'hui en ruine.
Le donjon, qui mesurait environ 18 mètres de haut, était bâti sur le rocher vif, afin qu'il soit plus solide, et avait trois étages. L'entrée se trouvait à quelques mètres en dessus du sol, une solution utilisée aussi à Châtelard et à Graines. Au début, pour y accéder on utilisait une échelle en bois, qui pouvait être enlevée en cas de siège, remplacée ensuite par une échelle en pierre.
La chapelle Saint-Maurice, aujourd'hui en ruines, avait été bâtie contre le donjon, et remonte sans doute au XIe siècle. Des dessins du peintre portugais Alfred d'Andrade et des études de Charles Nigra du début du XXe siècle ont démontré que l'abside était décorée avec des images d'anges, de saints et des évangélistes.
Les édifices de résidence et le corps de garde, sur le côté méridional, sont aujourd'hui en ruines et on ne peut qu'en deviner la forme originale.

## Galerie de photos

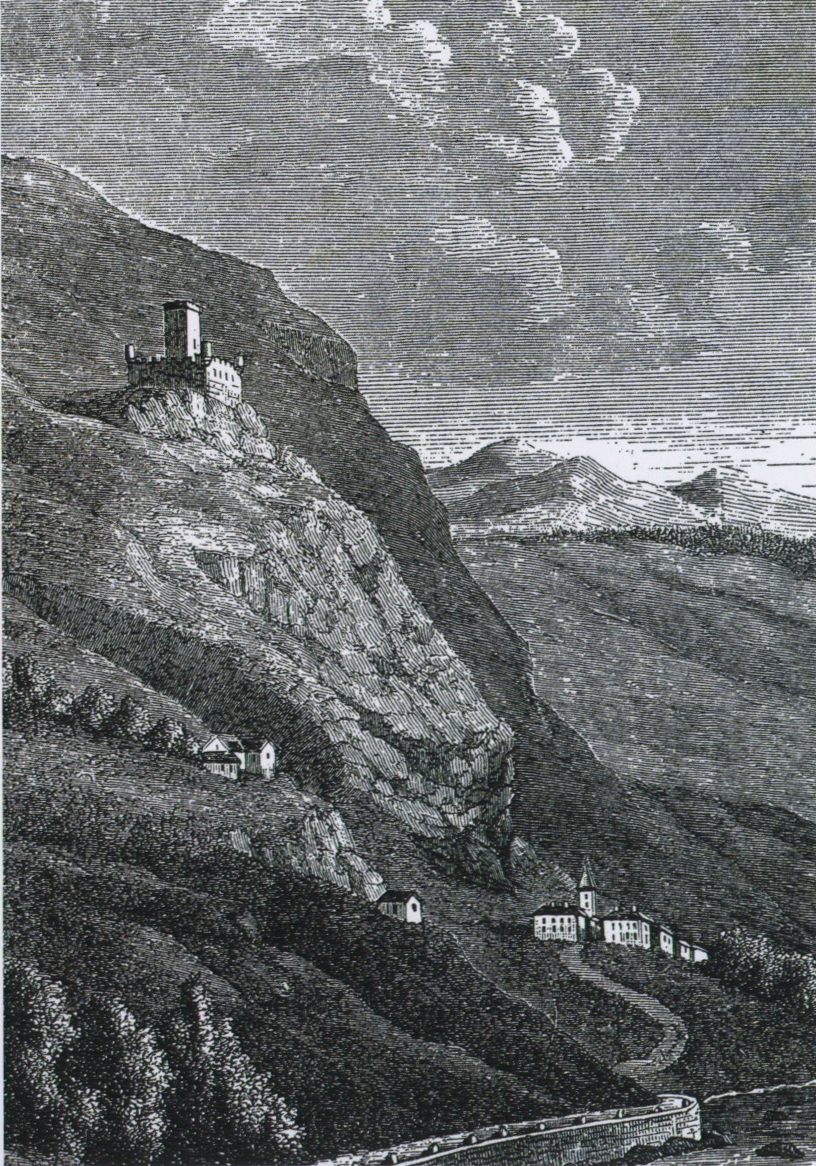
Le château de Cly dans une lithographie d'Édouard Aubert du 1860.
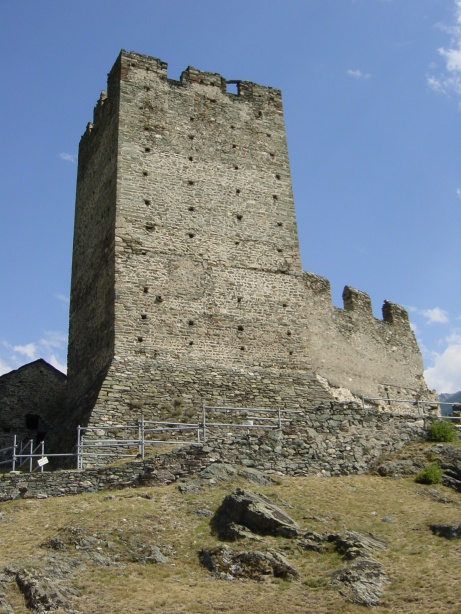
Le donjon.